# Franziska von Hoffnaaß

Franziska von Hoffnaaß, Gemälde von Füssli

Franziska Romana Ursula „Fanny“ von Hoffnaaß (* 18. Oktober 1831 auf Schloss Maxlrain (Oberbayern); † 31. Dezember 1892 in München; gebürtig Franziska Jägerhuber) war eine deutsche Dichterin und die Gattin des Komponisten Josef Gabriel Rheinberger.

## Leben

Josef und Fanny Rheinberger im Jahr 1869.

Franziska von Hoffnaaß war eine gebildete Frau, die mehrere Sprachen beherrschte und sich künstlerisch betätigte. Sie musizierte, zeichnete und war literarisch tätig – neben Gedichten veröffentlichte sie unter anderem auch einen Reiseführer.
1852 heiratete sie den Lieutenant Ludwig von Hoffnaaß (1828–1865), einen Enkel des Mannheimer Malers Johann Wilhelm Hoffnas. Nach Hoffnaaß’ Tod heiratete sie 1867 den aus Liechtenstein stammenden und in München wirkenden Komponisten Josef Gabriel Rheinberger. Nach der Heirat erwarb Rheinberger für sie das Bürgerrecht im Fürstentum Liechtenstein.
Fanny Rheinberger hinterließ Tagebücher und Briefe, die zeitgeschichtlich interessant und auch hinsichtlich des gemeinsamen Lebens mit Rheinberger aufschlussreich sind. Darin spiegelt sich ihr großer Einfluss auf das kompositorische Schaffen Rheinbergers wider.

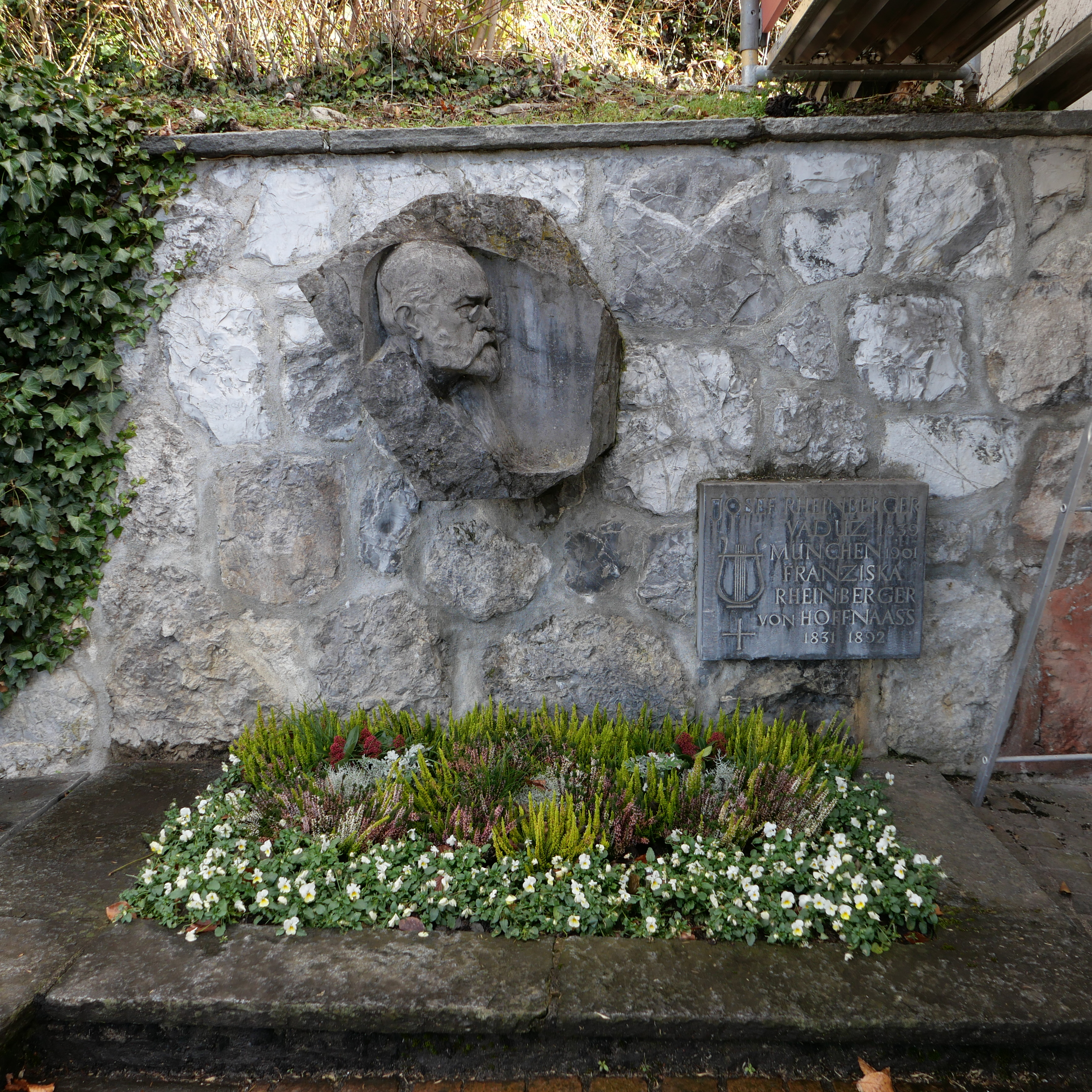
Das Ehrengrab in Vaduz.

Fanny beriet ihren Mann in Fragen der Textauswahl. So verfasste sie das Libretto seines 1882 im großen Saal der Buchhändlerbörse in Leipzig uraufgeführten Oratoriums Christoforus (op. 120) ebenso wie des Singspiels Das Zauberwort (op. 153) von 1888, frei nach der Geschichte von Kalif Storch. Auf ihrem 1889 entstandenen Gedichtszyklus Der Stern von Bethlehem basiert Rheinbergers Weihnachtskantate Der Stern von Bethlehem op. 164.
Aus nie überwundener Trauer hat Rheinberger keine einzige der zahlreichen Aufführungen ihres gemeinsamen Werks besucht. Später sagte er einmal über die Kantate: „Der eigentliche Nerv der Musik ist die Sehnsucht nach einem Glück, das immer vor uns zurückweicht.“
Nach dem Tod Josef Rheinbergers wurde Fanny exhumiert und neben ihrem Mann auf dem Alten Südlichen Friedhof in München (Neue Arkaden, Platz 101 bei Gräberfeld 42, Standort) bestattet. Heute ist dort nur noch eine Gedenktafel vorhanden. Das originale Grabmal von Heinrich Jobst wurde im Zweiten Weltkrieg durch Fliegerbomben zerstört. Die Gebeine von Josef und Fanny Rheinberger wurden 1949 nach Vaduz überführt.

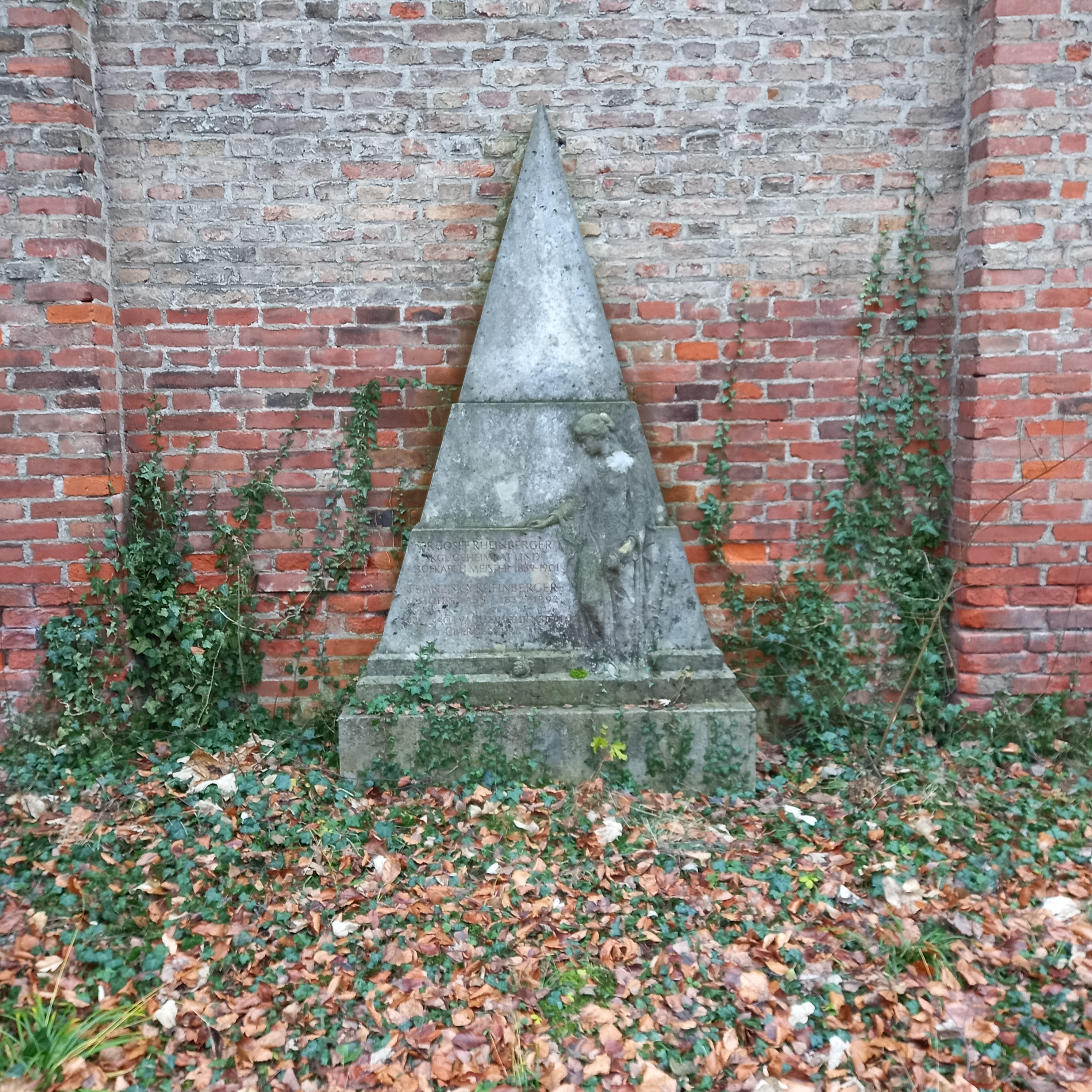
Das ehemalige Grab von Franziska von Hoffnaaß und Josef Gabriel Rheinberger auf dem Alten Südlichen Friedhof in München